# Szansin

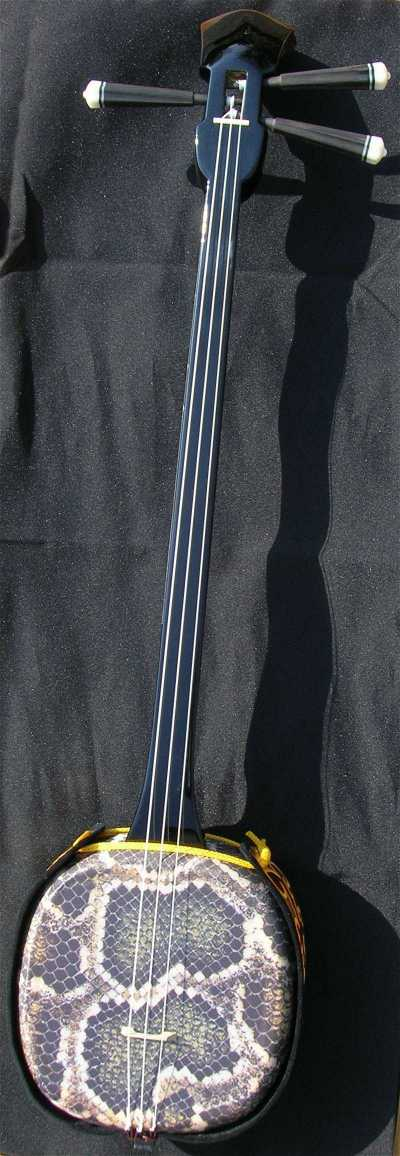

A szansin (三線, ’három húr’) háromhúros japán pengetős hangszer. Okinaváról származik, és a samiszen elődje. A szansin teste kígyóbőrrel van borítva, hosszú, bundozatlan nyaka, három húrja van.

## Története
Közeli rokona a Kínai szan-hszien (pinjin: sanxian) hangszernek. Mind megjelenésükben és elnevezésükben hasonlítanak. A régi Rjúkjúi Királyságnak nagyon közeli kapcsolata volt Kínával, valószínűleg így került Japánba a hangszer, ami később az oszakai kereskedelmi kikötőből elterjedt az egész kontinensen, a mérete megnőtt és már samiszennek nevezték.

## Felépítése
Sokan a szansint kígyóbőr borítása miatt dzsabisennek (蛇皮線, ’kígyóbőr húrok’) vagy pedig dzsamisennek (蛇三線, ’kígyó három húrok’) nak is nevezik a borítására utalva. Hagyományosan a borításra burmai piton bőrét használták, de ezt ma már szabályzat tiltja, így a kockás piton bőre kerül felhasználásra. 
Az okinavai szansin húrjainak a megnevezése uu dzsiru (男絃), naka dzsiru (中絃) és mii dzsiru (女絃), Ami szabad fordításban annyit tesz férfi húr, középső húr és a női húr. 
A hagyományos zenészek vagy bivalyszarv pengetővel vagy ujjaikkal pengetik a húrokat, manapság már gitárpengetőt is használnak. A húrok általánosan fehérek, kivéve az Amamin, ahol sárgák és vékonyabbak így magasabb hangot tudnak megszólaltatni és ezt már Samiszennek hívják. 
A második világháború idején sok okinavai készített üres konzervdobozból Szansint, „kankara sanshin” néven. 
A vadvédelmi szerződések értelmében néhány országban törvények tiltják a kígyóbőr szansin exportálását (USA, Anglia), bár ez főként csak a veszélyeztetett fajokból készült hangszerre érvényes.

## Fordítás
Ez a szócikk részben vagy egészben  a   Sanshin című angol Wikipédia-szócikk ezen változatának fordításán alapul.  Az eredeti cikk szerkesztőit annak laptörténete sorolja fel. Ez a jelzés csupán a megfogalmazás eredetét és a szerzői jogokat jelzi, nem szolgál a cikkben szereplő információk forrásmegjelöléseként.